# Erik Belshaw
Erik Belshaw (Steamboat Springs, 23 agosto 2004) è un saltatore con gli sci statunitense.

## Biografia
Fratello di Annika, a sua volta saltatrice con gli sci, e attivo dal marzo del 2019, Belshaw ha esordito ai Campionati mondiali a Oberstdorf 2021, dove si è classificato 10º nella gara a squadre, e in Coppa del Mondo il 17 dicembre 2022 a Engelberg (38º); ai Mondiali di Planica 2023 è stato 43º nel trampolino normale, 26º nel trampolino lungo e 8º nella gara a squadre e ai Mondiali di volo di Tauplitz 2024 si è classificato 36º nella gara individuale e 9º in quella a squadre, mentre ai successivi Mondiali juniores di Planica 2024 ha vinto la medaglia d'argento nel trampolino normale. Ai Mondiali di Trondheim 2025 si è piazzato 25º nel trampolino normale, 41º nel trampolino lungo e 8º nella gara a squadre; non ha preso parte a rassegne olimpiche.

## Palamrès

### Mondiali juniores
- 1 medaglia:
  - 1 argento (trampolino normale a Planica 2024)

### Coppa del Mondo
- Miglior piazzamento in classifica generale: 35º nel 2024